# 西安市 (中華民國)
西安市，通稱西安（郵政式拼音：Sian），簡稱「鎬」，是中華民國在兩岸分治前所設置的12直轄市之一，亦是華北地區4個直轄市之一；位居渭河盆地中央，為歷史古都之一。民國21年（1932年），西安改名西京，被定為中華民國陪都。

## 歷史
1928年，国民政府将长安县城及城关一带划出，设立西安市。1930年，撤销西安市，原西安市区域复归长安县管理。1933年（民國21年）西安改名西京。为对抗经长征抵达陕北的红军，1935年蒋介石在西安南院门设立西北剿匪总司令部并自任总司令。时任西北剿匪副总司令的张学良在多次建议不成后，同杨虎城共同发动了西安事变，对东亚现代史影响深远。1943年，再次设立西安市，其行政区域为原长安县城及城周四乡。1947年6月，西安市脫離陝西省，成為直轄市。